# فرانك هامبلن
فرانك هامبلن (بالإنجليزية: Frank Hamblen)‏ (مواليد 16 أبريل 1947 في تير هوت - 30 سبتمبر 2017)، هو لاعب كرة سلة أمريكي سابق أصبح مدرباً. فاز بلقب دوري إن بي إيه.

## إحصائيات المسيرة
| الفريق           | السنة   | G   | W  | L  | W–L% | النهاية | PG | PW | PL | PW–L% | النتيجة                  |
| ---------------- | ------- | --- | -- | -- | ---- | ------- | -- | -- | -- | ----- | ------------------------ |
| ميلووكي باكز     | 1991–92 | 65  | 23 | 42 | .354 | 6       | —  | —  | —  | —     | غاب عن الأدوار الإقصائية |
| لوس أنجلوس ليكرز | 2004–05 | 39  | 10 | 29 | .256 | 4       | —  | —  | —  | —     | غاب عن الأدوار الإقصائية |
| المسيرة          |         | 104 | 33 | 71 | .317 |         | —  | —  | —  | —     |                          |

## روابط خارجية
- فرانك هامبلن على موقع كلية كرة السلة في سبورتس رفرنس.كوم (الإنجليزية)
- فرانك هامبلن على موقع سبورتس رفرنس (الإنجليزية)